# Пожарены
Пожарены (рум. Pojăreni, Пожэрень) — село в Яловенском районе Молдавии. Относится к сёлам, не образующим коммуну.

## География
Село расположено на высоте 173 метров над уровнем моря.

## Население
По данным переписи населения 2004 года, в селе Пожэрень проживает 1009 человек (476 мужчин, 533 женщины).
Этнический состав села:
| Национальность | Число жителей | Процентный состав |
| -------------- | ------------- | ----------------- |
| молдаване      | 964           | 95.54             |
| румыны         | 38            | 3.77              |
| украинцы       | 4             | 0.4               |
| русские        | 2             | 0.2               |
| прочие         | 1             | 0.1               |
| Всего          | 1009          | 100%              |